# Володимирська вежа (Новгородський дитинець)
Володимирська вежа (рос. Владимирская башня) — чотирикутна проїзджа башта Новгородського дитинця, є пам'яткою військово-інженерного оборонного зодчества кінця XV століття. П'ятиярусна башта, в плані являє собою «квадрат» 12,8 × 13 м. Висота вежі з зубцями — 17,8 м, а товщина стін на рівні другого ярусу — 2 м. Вінчає вежу десятиметровий намет. Над проїздом східного фасаду зберіглося фрескове зображення Миколи. З двох сторін від проїзду знаходяться два кам'яних хреста — з північної сторони великий чотирикінцевий кам'яний хрест з написом про його зведення у другій чверті XIII століття ченцем Аркажського монастиря Симеоном, з південної сторони хрест XVI—XVII століть. Західний фасад, що виходить всередину Кремля, прорізаний аркою, що з'явилася після знищення примикаючого надбрамного храму. Бійниці XV століття Володимирської вежі, на відміну від інших веж Кремля, у верхній частині мають арочне цегельне обрамлення, що нагадує віконні прорізи.

## Розташування
Володимирська башта знаходиться на валу в північно-східній частині Кремля — на березі річки Волхов і прекрасно проглядається з далеких відстаней.

## Історія

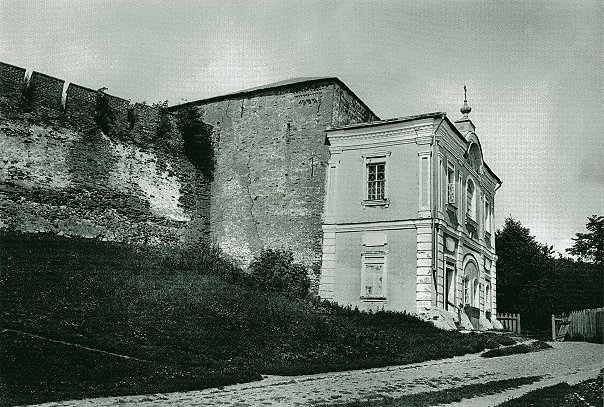
Нікольська каплиця кінця XVIII ст. у Володимирській вежі

Свою назву башта отримала від Володимирської надбрамної церкви 1311 року, збудованої за вказівкою новгородського архієпископа Давида, через вежу проходила дорога в Неревський кінець Софійського боку Новгорода. До побудови цієї вежі шлях з Дитинця в Неревський кінець проходив через Федоровську вежу. За результатами проведених археологічних розкопок під керівництвом M. X. Алешковського в 1957 році, було виявлено що вежа побудована на більш ранніх фундаментах. В 1461 році за вказівкою новгородського архієпископа Іони Володимирська надбрамна церква була повністю перебудована, а також до неї була прибудована трапезна, ймовірно тоді ж була перебудована і вежа. У XVI століття на зовнішньому фасаді вежі був написаний образ Миколи Чудотворця (фреска збереглася до наших днів), звідки й походить інша назва вежі — Нікольська. В XVI столітті і в 1660-х бійниці башти переробляли, а в кінці XVIII століття вежа була відремонтована, прибудована трапезна Володимирської надбрамної церкви була розібрана, а взамін збудована двоповерхова Нікольська каплиця з проїздом до Волхову з Архієрейського саду Дитинця.
Під час Великої Вітчизняної війни башта отримала значні пошкодження. У 1959-1961 роках за проектом А. В. Воробйова і Н. С. Кривулиної вежа була відновлена у формах XV століття, двоповерхова Нікольська каплиця була розібрана, і були відновлені втрачені у XVIII столітті поверхи вежі, а також були завершені роботи по зміцненню фундаментів вежі розпочаті в 1930-х рр., що запобігли осіданню вежі.

## Культурна спадщина
30 серпня 1960 року постановою Ради Міністрів РРФСР № 1327 «О дальнейшем улучшении дела охраны памятников в РСФСР» ансамбль Новгородського кремля прийнятий під охорону як пам'ятка державного значення.
У 1992 році Рішенням ювілейного засідання Комітету Всесвітньої спадщини ЮНЕСКО архітектурний ансамбль Новгородського кремля включений в Список Всесвітньої спадщини.